# Chiwale
Chiwale ist ein Verwaltungsbezirk (englisch Ward) des Distrikts Masasi in der tansanischen Region Mtwara.

## Geografie
Chiwale liegt im Südosten von Tansania etwa 25 Kilometer Luftlinie nordwestlich der Distrikthauptstadt Masasi. Der Bezirk grenzt im Norden an die Region Lindi, im Osten an die Bezirke Mpanyani und Lukuledi, im Süden an Temeke und Mlingula und im Westen an Namatutwe. Bei der Volkszählung 2022 lebten 21.466 Menschen in 6534 Haushalten auf einer Fläche von 214 Quadratkilometern.

## Gliederung
Der Bezirk besteht aus vier Gemeinden (Mtaa) mit 24 Orten (Kitongoji):
| Chiwale - Tandika - Chimbo - Amani - Matatizo B - Mbuyuni - Azimio | Nanyindwa - Majengo - Zaire - Mkwajuni - Kilimani - Mnazimmoja | Kivukoni - Ufukoni - Tankini - Usalama - Mererani - Majengo - Matatizo A - Pachani - Nansinji | Lilala - Pachani - Darajani - Ofisini - Kanisani - Nayombo |

## Infrastruktur
- Bildung: Die Chiwale Secondary School ist eine staatliche weiterführende Tagesschule mit einer Ausbildung bis zur 4. Stufe.[8]
- Gesundheit: Das öffentliche Gesundheitszentrum in Chiwale betreut Patienten ambulant.[9]